# Pfarrkirche Rohr im Gebirge

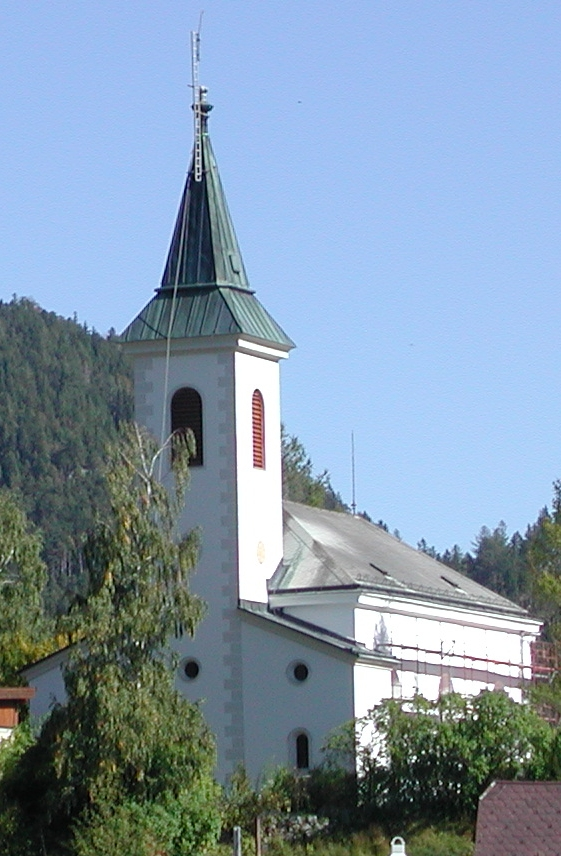
Pfarrkirche Rohr im Gebirge

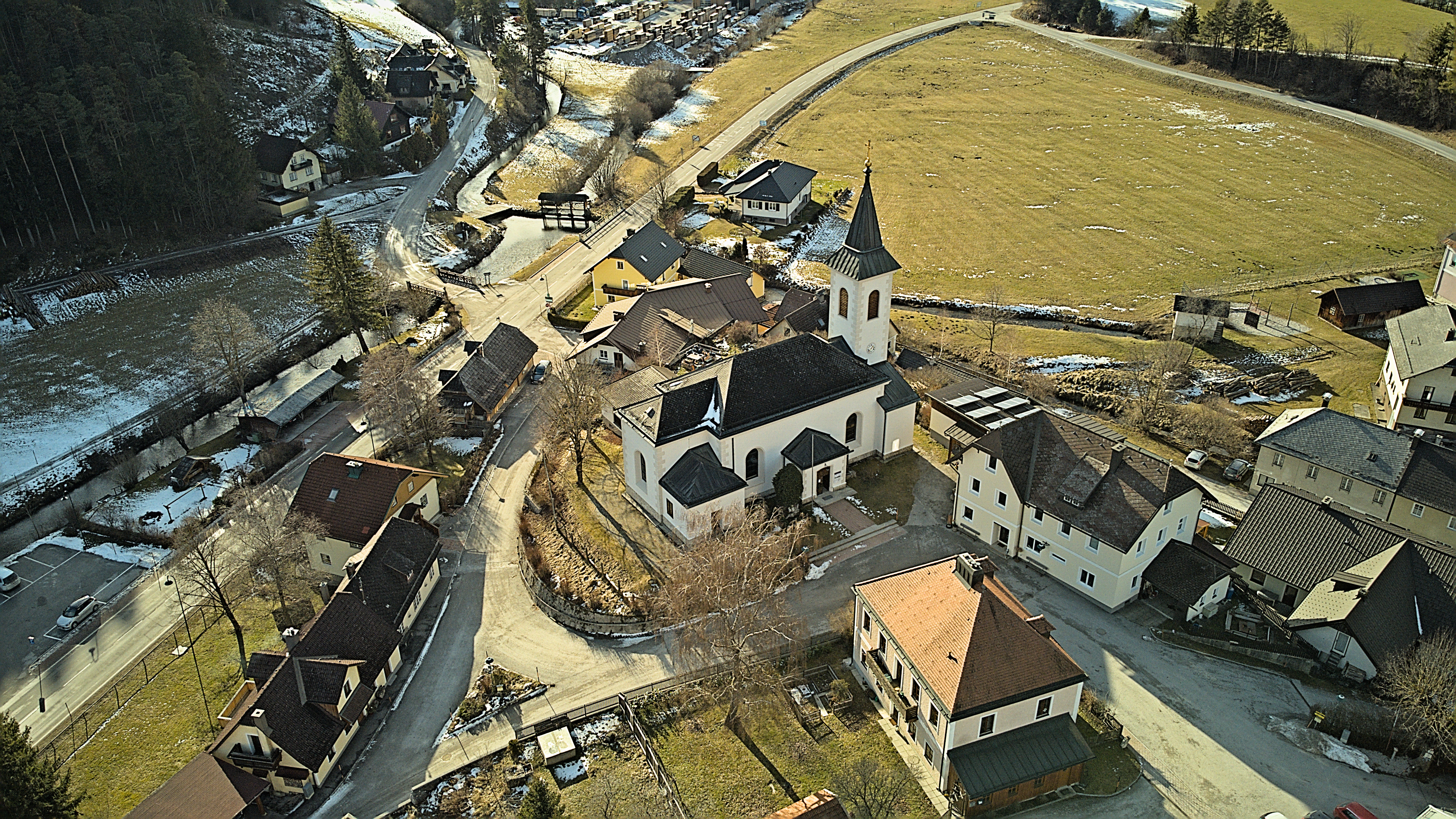
Luftaufnahme der Pfarrkirche

Die römisch-katholische Pfarrkirche Rohr im Gebirge steht auf einer Geländestufe des Talbodens in der Ortsmitte der Gemeinde Rohr im Gebirge im Bezirk Wiener Neustadt-Land in Niederösterreich. Sie ist dem heiligen Ulrich geweiht und gehört zum Dekanat Piesting im Vikariat Unter dem Wienerwald der Erzdiözese Wien. Die Kirche steht unter Denkmalschutz.

## Geschichte
Urkundlich wird erstmals 1470 eine Pfarre und ein Kirchengebäude genannt. Die heutige Pfarrkirche wurde in den Jahren 1878 bis 1879 errichtet und in den Jahren 1950 bis 1962 restauriert.

## Kirchenbau

### Äußeres
Die Kirche ist ein schlichter Saalbau mit vorgestelltem Kirchturm im Westen. Das Langhaus ist ungegliedert und hat Rundbogenfenster. Das Hauptportal an der Nordseite hat einen Vorbau. Der quadratische Chor ist stark eingezogen. Der Kirchturm im Westen mit Glockengeschoß und Spitzhelm wird von niedrigen Anbauten flankiert. Einer davon ist ein eingeschoßiger Sakristei-Anbau.

### Inneres
Die dreijochige Kirche hat eine moderne flache Holzbalkendecken, die von Konsolen getragen wird. Die Musikempore ist etwa 1½ Joche lang. Der Triumphbogen trennt das Langhaus vom einjochigen quadratischen Chorjoch mit neogotischem Rippengewölbe. Auf einem Fenster im Chor ist der heilige Ulrich dargestellt und im Langhaus der heilige Leonhard, der heilige Josef und der heilige Hubertus sowie die Sakramentssymbole. Die Glasmalereien stammen aus dem Jahr 1967.

## Ausstattung
Der Hochaltar ist eine Mensa aus Marmor, die um 1960 entstand. Darauf steht ein würfelförmiges Sakramentshäuschen aus Email von Elfriede Stumpf 1962. Darüber ist ein barockes Kruzifix aus der zweiten Hälfte des 18. Jahrhunderts. Über dem linken Seitenaltar steht eine Statue des heiligen Johannes der Täufer und über dem rechten eine Madonnenstatue vom Anfang des 18. Jahrhunderts. An der Turmwand steht eine barocke Staue des heiligen Johannes Evangelist, ebenfalls vom Anfang des 18. Jahrhunderts. Die Kreuzwegbilder, die als Hinterglasmalerei ausgeführt sind, stammen aus dem Jahr 1960. In der Vorhalle hängt das ehemalige Hochaltarbild, das den heiligen Ulrich zeigt, gemalt 1879 von Josef Kessler. Es wurde 1935 restauriert.
Die Orgel mit 8 Registern stammt aus 1881.